# Serenity (vaisseau de Firefly)
Pour les articles homonymes, voir Serenity.
Le Serenity est un vaisseau spatial de fiction qui apparaît dans la série télévisée Firefly et toutes les œuvres dérivées. Il s'agit d'un vaisseau de classe Firefly de troisième génération : un petit vaisseau de transport dans lequel vivent neuf membres d'équipage et passagers qui gagnent leur vie en faisant de petits boulots légaux ou non.
Le vaisseau a été conçu par le réalisateur Joss Whedon, le chef décorateur Carey Meyer et le superviseur d'effets spéciaux Loni Peristere. Cette collaboration a permis une meilleure cohérence entre les représentations physique et numérique du Serenity que dans la norme des œuvres de science-fiction. La version numérique du vaisseau a été créée par Zoic Studios ; ils ont également développé des méthodes pour reproduire numériquement des techniques de tournage live, une première pour la télévision. Cela a permis une bonne fusion entre les rendus numériques du vaisseau et le style de tournage documentaire/found footage des scènes live.
Serenity est décrit par Whedon comme le « dixième personnage » de la série, et certaines critiques le comparent au Faucon Millenium de la série Star Wars.

## Histoire fictionnelle
Le Serenity apparaît pour la première fois dans le pilote de la série Firefly, qui se déroule en 2517 dans un système stellaire dans lequel l'humanité a migré après avoir épuisé toutes les ressources de la Terre. Il appartient au capitaine Malcolm Reynolds (Nathan Fillion), un ancien sergent qui a servi dans le côté perdant d'une guerre civile qui s'est terminée six ans avant le début de la série.
Mal a acquis le Serenity dans une casse de vaisseaux spatiaux après la guerre, comme montré dans des flashbacks de l'épisode « La Panne », dans le but de rassembler un petit équipage et vivre de petits boulots en compagnie de sa camarade de guerre Zoe Alleyne, tout en restant à l'écart de l'Alliance, le gouvernement multi-planétaire qu'ils avaient combattu. D'autres flashbacks montrent comment le reste de l'équipage a rejoint le vaisseau : le pilote Hoban « Wash » Washburne (Alan Tudyk), la mécanicienne Kaylee Frye (Jewel Staite) et le mercenaire Jayne Cobb (Adam Baldwin), ainsi qu'Inara Serra (Morena Baccarin), une courtisane qui loue une des deux navettes du vaisseau. Au début de la série, l'épisode pilote montre l'arrivée des trois autres personnages principaux en tant que passagers payants : le prêcheur (shepherd) Book (Ron Glass), le chirurgien en fuite Simon Tam (Sean Maher), et sa sœur psi et psychotique River (Summer Glau).
Dans le pilote « Les Nouveaux Passagers », le Serenity est décrit comme un vaisseau de transport de classe Firefly par un vaisseau militaire de l'Alliance, et Book l'identifie comme un Firefly de 3e génération, et tous laissent entendre qu'il s'agit d'un engin de conception ancienne. Dans l'épisode « L'Attaque du train », créé comme pilote de remplacement après que le pilote d'origine ait été rejeté par la Fox, River l'identifie comme un « Midbulk transport, standard radion-accelerator core, classcode 03-K64, Firefly ». Bien que jamais affirmé explicitement dans les épisodes diffusés, le nom du vaisseau vient de la bataille de la Serenity Valley, la bataille décisive de la guerre civile, à laquelle ont participé Mal et Zoe. Cette révélation est faite dans une scène supprimée du pilote, dans laquelle Zoe affirme à Simon que « Once you've been in Serenity [Valley], you never leave. You just learn to live there. ». Le rapport avec la Serenity Valley est mentionné dans l'épisode « Pilleurs d'épave », bien que la raison profonde pour laquelle le vaisseau porte ce nom n'est pas donnée. 
Le Serenity et les vaisseaux de classe Firefly de manière générale sont constamment décriés dans la série : dans plusieurs épisodes, le vaisseau est qualifié de « flying piece of go se » (ce dernier terme étant un mot mandarin pour « merde »),, de « luh-suh » (« ordure ») ou encore de « junk » (« déchet »). Cependant, dans l'épisode « La Femme du commandant », un mécanicien d'un atelier de démontage de vaisseaux volés affirme que si c'est un assemblage de pièces sans intérêt et qu'il est moins attirant que d'autres vaisseaux, ce qui fait la valeur d'un vaisseau de classe Firefly vient de sa durée de vie et sa facilité de réparation. Face à ces attaques, Kaylee défend régulièrement la réputation du vaisseau.

## Description

### Dimensions
Les propriétés du vaisseau ne sont jamais détaillées dans les œuvres diffusées, au-delà du fait qu'il est petit, sans armes et sans défense hormis sa vitesse et ses crybabies, des balises-leurres utilisées pour imiter d'autres vaisseaux (dans l'épisode « Les Nouveaux Passagers ») ou le Serenity lui-même (dans le film Serenity). En 2007, Geoffrey Mandel, le concepteur graphique du film et Tim Earls, l'illustrateur de la série et décorateur du film, ont publié les blueprints officiels du vaisseau, avec les données techniques. Selon ce document, le Serenity a été lancé en août 2459, mesure 82 m de la proue à la poupe, a un maître-bau de 52 m, s'élève à 24 m quand il est posé sur le sol, a une masse à vide de 128 100 kg, peut porter 74 800 kg de cargaison et 18 passagers, peut accélérer à 4,2 G et a une portée de 440 UA avec une cargaison minimale.

### Aménagement intérieur
L'intérieur du vaisseau est composé de deux niveaux ou ponts.
Le pont supérieur commence à l'avant du vaisseau avec la passerelle, desservie par une coursive située dans le « cou », qui contient des échelles descendant aux quartiers d'équipage, un sas vers l'extérieur, et relie la passerelle au reste du vaisseau. Vient ensuite la salle à manger avec sa cuisine, suivi par une autre coursive menant à la salle des machines à l'arrière du vaisseau.
Le pont inférieur commence avec le sas principal donnant directement sur la cale. Derrière celle-ci se trouve une zone commune et l'infirmerie. Tout à l'arrière du pont inférieur se trouvent les quartiers des passagers, d'abord avec des cabines (utilisées par les personnages de la série) puis des couchettes fermées similaires à celles équipant les hôtels capsule japonais (jamais montrées en détail à l'écran). Les deux ponts sont reliés par des escaliers reliant la coursive avant à la cale et la coursive arrière à la zone commune. Un réseau de passavants longe les parois de la cale à partir des escaliers et mènent aux deux navettes à courte portée du vaisseau, dont l'une est louée à Inara Serra comme résidence et lieu de travail.
Carey Meyer a choisi une couleur dominante pour chaque partie du vaisseau, dans une gamme allant des couleurs chaudes au niveau de la salle des machines à des couleurs froides au niveau de la passerelle. Chaque salle ou lieu devait aussi avoir sa propre ambiance, qui devait refléter le caractère des personnages qui y passent le plus de temps. Par exemple, le brun chaud et rouillé de la salle des machines reflétait à la fois les attributs de chaleur et de puissance du moteur et la truculence, la chaleur, l'énergie sexuelle et l'optimisme de Kaylee Frye (Jewel Staite) alors que l'infirmerie propre, stérile aux couleurs bleue et blanche correspondait à la fois au rôle de médecin de bord de Simon Tam (Sean Maher) et à sa personnalité et son passé dans l'Alliance,.

#### Passerelle
La passerelle est le « domaine » de Wash (Alan Tudyk), le pilote du vaisseau. Elle a été conçue pour tenir à la fois de la passerelle d'un navire et du cockpit d'un avion : quelque chose qui ressemble au panneau de commande du remorqueur spatial Nostromo d'Alien, mais avec assez d'espace pour que les neuf personnages puissent tenir ensemble et interagir. À l'origine, la zone en face des deux consoles de commandes devait être une zone de détente, mais Whedon l'a fait retirer car il voulait que la passerelle soit « orientée boulot ». Le poste de pilotage est décoré avec les dinosaures en plastique de Wash, et inclut les « trois boutons magiques » du pilote, qu'Alan Tudyk a toujours commencé par manipuler quand il devait faire quoi que ce soit pendant les scènes (depuis activer les communications jusqu'à décoller en urgence), parce qu'ils faisaient « des bons sons cools »,,.

#### Quartiers d'équipage
Les quartiers d'équipage comportent cinq cabines situées en contrebas de la coursive avant et accessible via des échelles. Deux cabines sont plus grandes que les autres : celle de Mal et celle occupée par Wash et Zoe. Depuis la porte de la passerelle, se trouvent successivement sur la gauche les cabines de Kaylee et de Mal, et sur la droite celles de Jayne, du couple Washburne, et une cabine inutilisée.

#### Salle à manger
La salle à manger est la zone du vaisseau comprenant la cuisine et est dominée par une grande table en bois en son centre, qui se prête aux scènes montrant l'esprit de communauté de l'équipage et des passagers. Il a des murs jaunes (instaurant une ambiance chaude mais plus diffuse que la salle des machines) décorés avec des motifs floraux, que Whedon envisageait comme l'œuvre de Kaylee.

## Conception et tournage
Le design global du Serenity a été conçu par Whedon, qui a ensuite passé la main au designer de production Carey Meyer pour l'étoffer. La forme du vaisseau été conçue alors que Whedon cherchait un titre pour la série. Alors qu'il cherchait quelque chose qui inspirait le mouvement et la force, Whedon a choisi Firefly (luciole), qui évoque l'insignifiance du vaisseau et de son équipage. Whedon voulait également définir rapidement quel espace occupait le vaisseau, et comment ses pièces étaient disposées les unes par rapport aux autres, pour éviter l'impression qu'il y avait « 1400 ponts, un holodeck et un buffet à volonté à l'arrière »,. Il voulait un vaisseau qui ressemblait et donnait l'impression qu'il était utilisé et que son équipage vivait à l'intérieur, au point qu'il a affirmé qu'« une des premières choses auxquelles j'ai pensé a été : “je vais faire un vaisseau avec des toilettes”. », qui apparaissent effectivement sous forme d'un battant rétractable dans le mur dans la cabine de Malcolm Reynolds.
Le design auquel Whedon, Meyer et Loni Peristere (le superviseur des effets visuels de Zoic Studios) ont abouti est basé sur la décision de Whedon que le vaisseau aurait les qualités d'un oiseau mélangées à celles d'une luciole. Le long « cou » est une de ces caractéristiques aviaires, alors que l'« abdomen » large reflète l'insecte. La métaphore de l'insecte reflète également la position du vaisseau par rapport à l'Alliance, le tout puissant gouvernement multi-planétaire de la série.
Le moyen de propulsion principal du vaisseau a été pensé à partir de l'idée d'utiliser une explosion à fusion derrière celui-ci pour le propulser à de bien plus grandes vitesses que la normale. Cela justifie également le fait que l'arrière du vaisseau s'illumine comme une luciole avant l'explosion envoyant le vaisseau à grande vitesse. Pour la propulsion secondaire, permettant à un engin de cette taille de voler gracieusement et d'effectuer des atterrissages contrôlés, les concepteurs ont ajouté deux moteurs, montés sur des ailes trapues. Ces moteurs pivotent sur eux-mêmes, donnant des capacités de VTOL au Serenity, et peuvent se replier comme les ailes d'un oiseau quand le vaisseau est inactif.
Du fait que le réalisateur, le concepteur du décor et celui des effets numériques ont collaboré pour la création du vaisseau, le Serenity présente beaucoup moins d'incohérences entre la taille de l'extérieur et celle des intérieurs que la plupart des vaisseaux de science-fiction.

### Décor intérieur
Whedon avait la volonté de construire chaque pont du Serenity comme un décor continu, afin de pouvoir rendre correctement la taille du vaisseau, et filmer des scènes où les acteurs pourraient être suivis lors de leurs déplacements à l'intérieur de celui-ci,. Les deux décors furent bâtis dans des endroits séparés afin de permettre à une seconde équipe de tourner dans une section pendant que les acteurs et la première équipe travaillaient dans l'autre sans être dérangée.
Le début du film Serenity montre cela avec un plan de quatre minutes et demie vers le début du film montrant Mal parcourant l'intégralité du pont supérieur, descend un escalier près de la salle des machines (où la transition entre les deux scènes est masquée par un panoramique filé de Mal vers Simon à 12:15), puis remontant le pont inférieur vers la cale,. Cette scène, et d'autres similaires dans les premiers épisodes, ont pour but de montrer l'espace occupé par le vaisseau et le lien entre ses différentes pièces.
Construire les décors comme des ponts continus avait plusieurs avantages pour l'équipe et les acteurs : Joss Whedon pouvait ainsi se déplacer physiquement à l'intérieur du décor pour l'aider à écrire des scènes difficiles, Summer Glau, l'interprète de River Tam, parcourait souvent le décor pour rentrer dans son personnage et se préparer au tournage, alors que d'autres acteurs l'utilisaient comme salle de repos. Les décors ont été construits avec tous leurs murs et plafonds, mais conçus de telle manière à ce que les murs, plafonds et gros objets puissent être enlevés pour faciliter le tournage,. Le directeur de la photographie David Boyd a choisi d'utiliser de petites caméras portables pour les scènes intérieures, ce qui a augmenté l'effet « documentaire » que Whedon voulait pour la série. L'éclairage était fourni par les lampes du vaisseau, conçues pour apparaître pratiques et réalistes.
Les quartiers d'équipage étaient construits séparément des décors principaux. Ils possédaient un côté incurvé pour rappeler au spectateur qu'il s'agit d'un vaisseau spatial. La cabine de Mal incluait la trappe et la partie proche de la coursive, construits pour une scène de l'épisode pilote. Le sas de la cale était conçu de manière à pouvoir être séparé du reste du plateau et transporté dans d'autre lieux, ce qui a permis de l'« amarrer » à d'autres vaisseaux ou sur des extérieurs, permettant de filmer des scènes continues allant de l'intérieur vers l'autre décor. Cela a été utilisé deux fois : d'abord dans « Pilleurs d'épave » pour « connecter » le Serenity à un ancien vaisseau de Power Rangers adapté pour l'épisode, puis à nouveau dans le film pour sa seconde visite sur Haven,.

### Décor extérieur
Le décor du pont inférieur incorporait l'avant du vaisseau, y compris la porte de la soute et la coque environnante, le train d'atterrissage avant et les navelles des moteurs, ainsi qu'un espace permettant de tourner des scènes devant le vaisseau,. Des effets numériques ont été utilisés pour ajouter le reste du vaisseau en post-production. Le pont inférieur a été construit sur le Stage 16, qui avait été modifié durant le tournage d'Alien Resurrection pour inclure un réservoir d'eau de 36 par 45 m sous le sol pour des scènes subaquatiques,. Ce réservoir était situé sous le sas principal du Serenity, pour une scène que Whedon pensait utiliser dans un épisode jamais tourné : plusieurs personnages devaient courir hors de la cale et se jeter dans l'eau depuis la rampe, le réservoir devant être décoré en lac ou en lagon.
La section de la coque extérieure allant de la base du « cou » jusqu'aux fenêtres au-dessus de la salle à manger a également été construite. Surnommé « tortoiseshell » (« cararapace de tortue »), ce décor a été utilisé par des scènes dans « Pilleurs d'épave », « Déchet précieux » et « Objet volant identifié ».

### Modèle numérique
Loni Peristere de Zoic Studios a été impliqué tôt dans la conception pour coordonner les effets visuels de la série, incluant ceux liés au vaisseau Serenity. Peristere avait reçu de Whedon l'instruction de s'éloigner des techniques standard de « tournage » des séquences numériques, et à la place de répliquer le style documentaire que Whedon voulait adopter pour les scènes d'action live. Dans cette optique, Peristere a imaginé des règles pour « filmer » l'extérieur du vaisseau, en particulier que les séquences numériques seraient conçues comme si elles étaient filmés depuis un « vaisseau poursuiveur », avec un cadreur essayant de garder le Serenity dans son cadre, en tenant compte à la fois des mouvements du Serenity et de son propre vaisseau. Zoic a été la première compagnie à utiliser un cadre de référence réaliste pour des scènes créées numériquement pour une série télévisée, bien que Industrial Light and Magic avait déjà utilisé des effets similaires pour Star Wars, épisode II : L'Attaque des clones, sorti quatre mois avant le début du tournage de Firefly.[réf. nécessaire] Les effets visuels créés pour la scène de poursuite spatiale dans l'épisode « Les Nouveaux Passagers » ont permis à Zoic de décrocher l'Emmy Award pour Meilleurs effets visuels pour une série en 2003.
La plupart des scènes impliquant le vaisseau ont été rendues dans LightWave 3D. Maya et mental ray ont également été utilisés pour le rendu, Adobe Photoshop et Body Paint pour les textures, et Combustion ou Adobe After Effects pour le compositing,.
Les effets visuels pour le Serenity dans le film ont également été créés par Zoic, cette fois sous la direction d'Emile Edwin Smith.

### Maquette de tournage
Une maquette de 4,6 m a été construite par Grant McCune Design pour la scène de crash du film (de 1.25:25 à 1.26:02), qui est la seule représentation non-générée par ordinateur utilisée dans la série ou le film, Cette scène a été filmée avec un effet miniature et a améliorée numériquement par Illusion Arts, qui a ajouté les étincelles, les débris et le moteur qui explose,.

### Différences entre la série et le film
Le changement le plus significatif apporté au Serenity entre la série et le film concerne le modèle numérique. Celui de la série a été réutilisée, mais comme il avait été créé pour la norme SDTV, le niveau de détail du modèle et des textures a dû être significativement amélioré pour correspondre au standard 2K du cinéma numérique,. Après Firefly, Zoic avait amélioré son infrastructure informatique pour être capable de produire des effets pour la télévision haute définition, principalement pour la série Battlestar Galactica. Cette amélioration du modèle du Serenity a pris douze semaines et le niveau de détail a été poussé jusqu'à montrer des rivets individuels.
L'un des principaux changements apportés au décor a été de redessiner l'intérieur de la cale. Les murs intérieurs ont été changés de murs droits à légèrement courbés, le concepteur Tim Earls ayant appris qu'ils étaient meilleurs pour contenir la pression.
La plupart des changements apportés aux décors étaient mineurs, mais leur effet combiné a été décrit par Morena Baccarin, qui interprétait Inara Serra, comme étant « comme quand vous rentrez dans votre salon et que votre mère a réarrangé tous les meubles et que les choses ne sont plus où elles étaient mais que vous êtes toujours chez vous »,.

## Réception critique
La plupart des critiques de la série et du film reflètent l'opinion exprimée de manière interne à l'univers, décrivant Serenity comme un « vieux tacot cabossé de vaisseau spatial »,, « une guimbarde de vaisseau de transport... tenant en un seul morceau grâce à du chewing gum et du rouleau adhésif du XXVIe siècle », ou « un vaisseau qui a l'air d'être maintenu ensemble grâce à de la ficelle et des trombones »,. Certains commentaires, faisant le rapprochement entre Malcolm Reynolds et Han Solo, comparent le Serenity au Faucon Millenium,.

## Postérité

### Caméos
La popularité de la série a fait que le Serenity a fait plusieurs caméos dans d'autres œuvres de science-fiction.
En 2003, un vaisseau ressemblant au Serenity apparaît dans le pilote de la mini-série Battlestar Galactica à l'arrière-plan de la scène où Laura Roslin (Mary McDonnell) est diagnostiquée avec un cancer du sein. Le Serenity est en effet l'un des vaisseaux insérés en tant que caméos dans les scènes numériques par Zoic Studios, le studio responsable des effets numériques de Firefly et de Battlestar Galactica.
Dans Firefly, plusieurs vaisseaux de Star Wars apparaissent en tant que caméos, notamment une navette Lambda dans « Les Nouveaux Passagers » et un transport moyen Mobquet du comic Dark Empire dans « Le Duel » et « Histoires anciennes ». En réponse, Thomas Hodges, l'artiste du webcomic Star Wars Evasive Action a dessiné le Serenity dans une des scènes.
Le firefly apparaît également dans le film Ready Player One de Steven SPIELBERG lors de la bataille finale sur la planète Doom. En effet, on peut l'apercevoir un court instant au moment de l'entrée en scène du personnage de Daito. Lorsque celui-ci se lance dans la bataille en se transformant en Gundam, il saute depuis la rampe de chargement arrière d'un vaisseau de classe Firefly.

### Produits dérivés
Le Serenity a aussi été reproduit sous diverses formes, principalement des portes-clefs et sur des t-shirts.
En août 2006, Dark Horse Comics a sorti une figurine de 15 cm représentant le vaisseau. À la suite du succès de ce produit, Dark Horse a annoncé une édition limitée de cette figurine montrant le Serenity avec son camouflage de vaisseau ravageur tiré du film en décembre de la même année, le nombre d'exemplaires produits étant déterminé par le nombre de précommandes entre cette annonce et mars 2007.
Quantum Mechanix a publié deux séries de blueprints du vaisseau : d'abord une édition limitée de dix pages tirée à 750 exemplaires en avril 2007, puis une publication de 33 pages, plus petite en taille mais contenant des informations supplémentaires à la fois sur le Serenity et sur la classe Firefly en général. Ces deux documents ont été créés par Geoffrey Mandel, le concepteur graphique du film et Tim Earls, l'illustrateur de la série et décorateur du film, avec la participation de ceux qui ont travaillé sur les décors et les modèles CGI.
La création de ces blueprints a été un « sympathique effet secondaire » des recherches effectuées par Quantum Mechanix et The FX Company pour produire une figurine collector fidèle de 46 cm (soit environ à l'échelle 1:180). Ces figurines fabriquées et peintes à la main, terminées après trois ans de travail et nommées Serenity: The Big Damn Replica, ont été révélées en ligne le 31 juillet 2009, puis physiquement quelques jours plus tard à la Comic-Con de San Diego,. La production, limitée à 1000 exemplaires, a commencé fin octobre 2009.

### Vidéo
- (en) Firefly : The Complete Series de Joss  Whedon, 11 novembre 2008, Blu-ray, 625 minutes  (EAN 5039036048033)
  - (en) Firefly : The Complete Series de Joss  Whedon, 11 novembre 2008, Blu-ray, 90 minutes  (EAN 5039036048033), ép. 1 (« Les Nouveaux Passagers »)
    - Commentaire audio de l'épisode par le producteur exécutif Joss Whedon et l'acteur Nathan Fillion

  - (en) Firefly : The Complete Series de Joss  Whedon, 11 novembre 2008, Blu-ray, 44 minutes  (EAN 5039036048033), ép. 10 (« Histoires anciennes »)
    - Commentaire audio de l'épisode par les acteurs Nathan Fillion et Alan Tudyk

  - (en) Firefly : The Complete Series de Joss  Whedon, 11 novembre 2008, Blu-ray, 44 minutes  (EAN 5039036048033), ép. 14 (« Objet volant identifié »)
    - Commentaire audio de l'épisode par le producteur exécutif Joss Whedon

  - (en) Serenity: The 10th Character, de Joss  Whedon, dans Firefly : The Complete Series, vol. 3, 11 novembre 2008, Blu-ray  (EAN 5039036048033)
- (en) Serenity : L'Ultime Rébellion de Joss  Whedon, 11 avril 2012, DVD + Blu-ray, 119 minutes

### Ouvrages
- (en) Joss Whedon, Firefly : The Official Companion, vol. 1, Londres, Titan Books, 2006 (ISBN 1845763149 et 978-1845763145)
  - (en) Joss Whedon, « Serenity [Script de l'épisode] », dans Firefly: The Official Companion, vol. 1, Londres, Titan Books, 2006, p. 14-53
  - (en) Joss Whedon et Tim Minear, « The Train Job [Script de l'épisode] », dans Firefly: The Official Companion, vol. 1, Londres, Titan Books, 2006, p. 54-77
  - (en) Tim Minear, « Bushwacked [Script de l'épisode] », dans Firefly: The Official Companion, vol. 1, Londres, Titan Books, 2006, p. 84-103
  - (en) Jane Espenson, « Shindig [Script de l'épisode] », dans Firefly: The Official Companion, vol. 1, Londres, Titan Books, 2006, p. 106-125
  - (en) Drew Z. Greenberg, « Safe [Script de l'épisode] », dans Firefly: The Official Companion, vol. 1, Londres, Titan Books, 2006, p. 126-149
  - (en) Joss Whedon, « Our Mrs. Reynolds [Script de l'épisode] », dans Firefly: The Official Companion, vol. 1, Londres, Titan Books, 2006, p. 156-175
- (en) Joss Whedon, Firefly : The Official Companion, vol. 2, Titan Books, 2007 (ISBN 1845763726 et 978-1845763725)
  - (en) Tim Minear, « Out of Gas [Script de l'épisode] », dans Firefly: The Official Companion, vol. 2, Londres, Titan Books, 2007, p. 40-59
- (en) Geoffrey Mandel et Tim Earls, Serenity Blueprints Reference Pack, Quantum Mechanix, 2007, 33 p.

### Citations d'origine
1. ↑  « about business. »
2. ↑  « good 'chicky' sounds. »
3. ↑  « 1,400 decks and a holodeck and an all-you-can-eat buffet in the back. »
4. ↑  « One of the first things I thought was, 'I'm gonna have a ship with a toilet. »
5. ↑  « like coming into your living room and your mom rearranged all the furniture and things aren't where they were but you're still home. »
6. ↑  « battered old jalopy of a space craft »
7. ↑  « a rattletrap transport ship ... held together by 26th-century chewing gum and duct tape »
8. ↑  « a ship that seems to be held together with baling wire and paper clips »